# Pura (Tarlac)
Pura is een gemeente in de Filipijnse provincie Tarlac op het eiland Luzon. Bij de laatste census in 2007 had de gemeente ruim 22 duizend inwoners.

## Geografie

### Bestuurlijke indeling
Pura is onderverdeeld in de volgende 16 barangays:
| - Balite - Buenavista - Cadanglaan - Estipona - Linao - Maasin - Matindeg - Maungib | - Naya - Nilasin 1st - Nilasin 2nd - Poblacion 1 - Poblacion 2 - Poblacion 3 - Poroc - Singat |

## Demografie
Pura had bij de census van 2007 een inwoneraantal van 22.188 mensen. Dit zijn 1.107 mensen (5,3%) meer dan bij de vorige census van 2000. De gemiddelde jaarlijkse groei komt daarmee uit op 0,71%, hetgeen lager is dan het landelijk jaarlijks gemiddelde over deze periode (2,04%). Vergeleken met de census van 1995 is het aantal mensen met 3.286 (17,4%) toegenomen.

De bevolkingsdichtheid van Pura was ten tijde van de laatste census, met 22.188 inwoners op 31,01 km², 609,5 mensen per km².